# Малајско-полинежански језици
Малајско-полинежански језици су највећа грана породице аустронежанских језика, која обухвата 1.236 језика класификованих на бројне језичке групе и подгрупе. Говоре се углавном по острвским државама југоисточне Азије и Океаније: Индонезија, Малезија, Источни Тимор, Самоа, Нови Зеланд, итд. Изузетак је малгашки, који се говори на Мадагаскару, у Африци.

## Класификација

### Веза са аустронезијским језицима Тајвана
Упркос малом броју особина које деле са источноформожанским језицима (као што је стапање пра-аустронежанских *t и *C у /t/), нема убедљивих доказа који би ближе повезали малајско-полинежанске језике са било којом од основних грана аустронежанских језика са Тајвана.

### Унутрашња класификација
Малајско-полинежански језици се састоје од великог броја малих локалних кластера језика, при чему су изузетак океански језици, једина велика грана која је опште прихваћена; прајезик пра-океански је реконструисан у свим аспектима своје структуре (фонологија, лексика, морфологија и синтакса). Све остале велике групе језика унутар малајско-полинежанске гране су контроверзне.
Најзначајнији предлог за унутрашњу класификацију малајско-полинежанских језика дао је Роберт Бласт, који је представио неколико радова у којима заговара поделу на две основне гране западно-малајско-полинежанску и средњо-источно-малајско-полинежанску.
Средњо-источно-малајско-полинежанскa грана је широко прихваћена као подгрупа, иако је истакнут један број примедби којима се оспорава њена валидност као генетске подгрупе. Са друге стране, за западно-малајско-полинежанску грану већина аутора данас (укљ. самог Бласта) сматра да је то збирни назив, којим су обухваћене групе које не припадају средњо-источно-малајско-полинежанској грани, другим речима није генетска подгрупа. Узевши у обзир средњо-источно-малајско-полинежанску хипотезу, малајско-полинежански језици се могу поделити на следеће подгрупе (предлози већих подгрупа су дати ниже):
- Филипински (спорно)
  - Батански
  - Севернолузонски
  - Средњолузонски
  - Северноминдорски
  - Ширесредњофилипински
  - Каламијски
  - Јужноминданајски (или билијски језици)
  - Сангирски
  - Минахасански
  - Умирајскодумагетски
  - Манидско-инагтијски
  - Атски
- Самско-баџавски
- Северноборнејски
  - Североисточносабашки
  - Југозападносабашки
  - Северносаравачки
- Кајанскомурички
- Копненодајачки
- Баритски (укљ. малгашки)
- Малајско-чамски
- Мокенскомокленски
- Северозападносуматрански (вероватно укљ. енгански језик)
- Реџаншки
- Лампуншки
- Сундски
- Јавански
- Мадурски
- Балијско-сасачко-сумбавски
- Целебешки
- Јужносулавешки
- Палаучки
- Чаморски
- Средњо-источно-малајско-полинежански језици
  - Средњо-малајско-полинежански језици
    - Сумбско–флорешки
    - Флорешко-лембатски
    - Селарски
    - Кајско–танимбарски
    - Арујски
    - Средњомолучки
    - Тиморски (или тиморско–бабарски језици)
    - Ковиајски
    - Теорско-курски

  - Источно-малајско-полинежански језици
    - Јужнохалмахерско-западноновогвинејски
    - Океански (приближно 450 језика)

Положај насалског језика (којим се говори на делу Суматре) је још увек нејасан, он дели већи део своје лексике и фонолошке историје са лампуншким или реџаншким језиком.

#### Малајско-сумбавски (Аделар 2005)
Постојање малајско-сумбавске гране језика предложио је Аделар (2005), на основу лексичких и фоночошких доказа. Ова грана обувата малајско-чамске, балијско-сасачко-сумбавске језике и мадурски и сундски језик.
- Малајско-сумбавски
  - Малајско-чамско-балијско-сасачко-сумбавски
    - Малајски
    - Чамски
    - Балијско-сасачко-сумбавски

  - Сундски
  - Мадурски

#### Ширесеверноборнејски (Бласт 2010; Смит 2017, 2017a)
Ширесеверноборнејска хипотеза, уједињује све језике са Борнеа сем баритских језика са малајско-чамским језицима и реџаншким и сундским језиком у једну подгрупу. Први ју је предложио Бласт (2010), а касније ју је надоградио Смит (2017, 2017a).
- Ширесеверноборнејски
  - Северноборнејски
    - Североисточносабашки
    - Југозападносабашки
    - Северносаравачки

  - Кајанскомурички
  - Копненодајачки
  - Малајско-чамски
  - Мокенски (Смит (2017) их не укључује)
  - Реџаншки
  - Сундски

Због укључивања малајско-чамских и сундског језика, ширесеверноборнејска хипотезе није компатибилна са Аделаровом малајско-сумбавском хипотезом. Последично, Бласт изричито одбацује постојање малајско-сумбавске подгрупе. Ширесеверноборнејска подгрупа је заснована искључиво на лексичким доказима.

#### Према Смиту (2017)
На основу предлога који је првобитно изнео Бласт (2010) као проширење ширесеверноборнејске хипотезе, Смит (2017) уједињује неколико малајско-полинежанских подгрупа у „западноиндонежанску грану”, на тај начин значајно смањујући број основних грана малајско-полинежанских језика.
Основне гране малајско-полинежанских језика према Смиту (2017):
- Западноиндонежански
  - Ширесеверноборнејски
    - Северноборнејски
      - Североисточносабашки
      - Југозападносабашки
      - Северносаравачки

    - Средњосаравачки
    - Кајански
    - Копненодајачки
    - Малајски
    - Чамски
    - Сундски
    - Реџаншки

  - Ширебаритски  (језички комплекс)
    - Самско-баџавски
    - Баритски  (парафилетски језички комплекс[12])

  - Лампуншки
  - Јавански
  - Мадурски
  - Балијско-сасачко-сумбавски
- Северозападносуматрански (проширена верзија северозападносуматранских језика, која укључује насалски; питање унутрашње класификације Смит је оставио отвореним)
- Целебешки
- Јужносулавешки
- Палаучки
- Чаморски
- Мокленски
- Филипински (језички комплекс, према Смиту, „више је слабо повезана група језика, која можда садржи већи број основних грана, него што је једна грана”)
- Средњо-источно-малајско-полинежански

Едвардс (2015) тврди да је енгански основна грана малајско-полинежанских језика. Међутим, ово Смит (2017) оспорава, према њему енгански је доживео велике унутрашње промене, а раније је био много сличнији другим суматранским језицима са Суматре.
Додатно, према Риду (2013) атски (инати) је такође основна грана малајско-полинежанских језика.

#### Сржно-малајско-полинежански
Зобел (2002) је предложио постојање сржно-малајско-полинежанске подгрупе, на основу претпостављених заједничких иновација (аустронезијско поравнање и синтакса) присутних широм Индонезије изузев великог дела Борнеа и северног Сулавесија. Ова грана укључује језике Великих Сундских острва (малајско-чамски, северозападносуматрански, лампуншки, сундски, јавански, мадурски, балијско-сасачко-сумбавски) и већег дела Сулавесија (целебешки, јужносулавешки), као и палаучки, чаморски и средњо-источно-малајско-полинежанске језике. Ова хипотеза је један од малог броја покушаја повезивања одређених западно-малајско-полинежанских језика са средњо-источно-малајско-полинежанским језицима у вишу међугрупу, али је привукла мало пажње других аутора.